# ロス・オヘネシー
ロス・オヘネシー（Ross O'Hennessy、1974年 - ）は、イギリス・南ウェールズ出身の俳優。身長178cm。
オヘネシーは労働者階級のウェールズ人の家庭で生まれたが、16歳までには俳優としての時間を過ごしたいと考えており、18歳にロンドンに移り、俳優としてのキャリアをスタートした。マウントビュー・アカデミー・オブ・シアター・アーツに3年間通った。
代表作は『ミッションインポッシブル/フォールアウト』(イギリスの諜報員)、『ゲーム・オブ・スローンズ』 (鎧骨公)など。

## 主な出演作品
- アポストル 復讐の掟 Apostle (2018) - 教団員